# Christian Irrgang

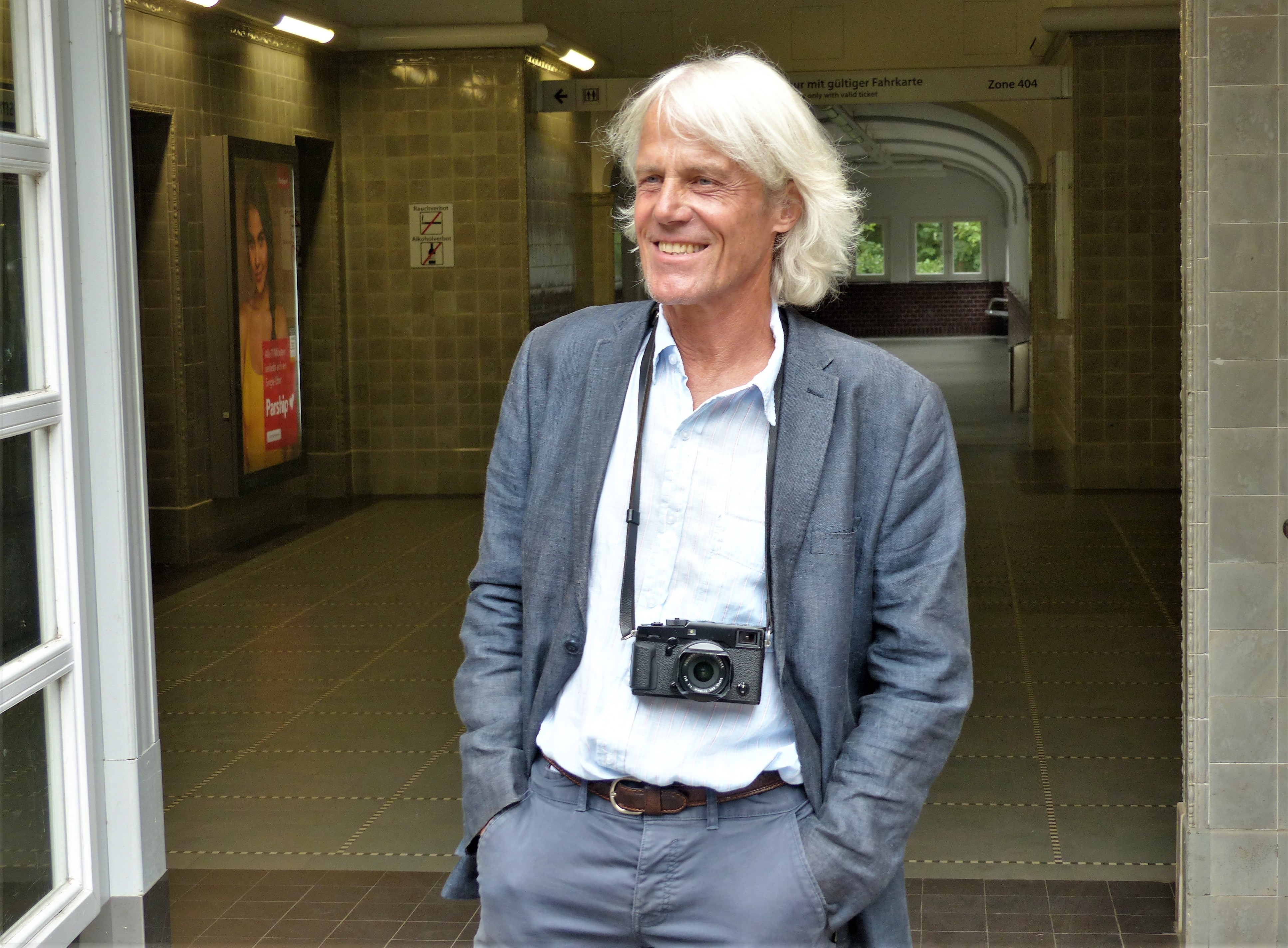
Christian Irrgang, 2020

Christian G. Irrgang (* 25. März 1957 in Bremen) ist ein deutscher Fotoreporter, der durch die Bildberichterstattung über deutsche Bundespräsidenten bekannt wurde.

## Leben
Irrgang wuchs in Hamburg auf. Er machte auf dem Walddörfer-Gymnasium in Hamburg-Volksdorf 1975 das Abitur. Nach anschließendem Zivildienst zog er im Jahr 1977 nach Berlin, wo er am Lette-Verein eine Ausbildung zum Fotografen absolvierte.
Bis 1990 lebte Irrgang in Berlin und arbeitete als Fotoreporter unter anderem für die Agentur AP, die Berliner Morgenpost und die taz. Danach zog Irrgang mit seiner Familie nach Hamburg. Zu den Schwerpunkten seiner Arbeit gehören seitdem Reportagen und Porträts von Personen aus Politik und Kultur. Er arbeitet u. a. für den Spiegel, den Stern, die Zeitschriften Brigitte, Focus und Chrismon.
1993 druckte der Stern die erste Fotoreportage Christian Irrgangs über Johannes Rau. Reportagen über diverse andere Politiker folgten.
2004 dokumentierte er die Japan-Tournee der Berliner Philharmoniker mit Simon Rattle, 2005 reiste er mit Roger Willemsen durch Afghanistan.
Christian Irrgang begleitete auch die Bundespräsidenten Horst Köhler, Joachim Gauck und Frank-Walter Steinmeier auf Dienstreisen und privat.
Irrgang umrundete zweimal einhand die östliche Ostsee und berichtete auch über diese Reisen, es folgte 2023 ein Segeltörn von der Ostsee zu den Britischen Inseln.